# Wray 17-96
Wray 17-96 — звезда высокой светимости в созвездии Скорпиона на расстоянии около  15 000 световых лет (4,6 кпк) от Солнца. Вероятно, является яркой голубой переменной, но характерные вариации в спектре обнаружены не были.
Wray 17-96 обладает абсолютной болометрической звёздной величиной  −10,9, что соответствует  светимости, превышающей солнечную в 1,8 миллиона раз. Таким образом, Wray 17-96 является одной из самых мощных известных звёзд. Спектральный класс является пекулярным, поскольку в спектре проявляется как поглощение, так и эмиссия, иногда в одних и тех же линиях. Линии гелия в фотосфере показывают, что звезда прошла некоторые этапы эволюции. Излучение звезды испытывает сильную межзвёздную экстинкцию, вследствие которой  видимая звёздная величина увеличивается на 9 величин.
Wray 17-96 обладает симметричной кольцеобразной газовой оболочкой массой 10 M{\displaystyle _{\odot }}, которую первоначально классифицировали как планетарную туманность. Открытие любых асимметричностей в оболочке может повлечь за собой открытие землеподобных планет или ледяных гигантов в системе, хотя это маловероятно, так как сильное излучение звезды затруднит их образование.